# Jerez de la Frontera
Jerez de la Frontera is een gemeente in de Spaanse provincie Cádiz in de regio Andalusië met een oppervlakte van 1188 km². In 2008 telde Jerez de la Frontera 205.364 inwoners.
Tot halverwege de twintigste eeuw was de rivier de Guadalete voor kleine schepen bevaarbaar tot Jerez. 
De stad vormde gedurende een lange periode in de middeleeuwen de grens tussen het christelijke noorden en het islamitische zuidelijk deel van Andalusië.

## Demografische ontwikkeling
Bron: INE; 1857-2011: volkstellingen
Opm: Bevolkingscijfers in duizendtallen; in 1995 werd San José del Valle een zelfstandige gemeente

## Klimaat
Jerez de la Frontera heeft een subtropisch klimaat met milde en natte winters en warme en droge zomers. Per jaar valt er bijna 600 millimeter neerslag, de meeste neerslag valt in de periode oktober tot en met april. December is de natste maand met 109 mm neerslag. Het aantal zonne-uren per jaar ligt op zo’n 2.965, dat is bijna tweemaal zoveel als in Nederland.
| 1971-2000                    | jan  | feb  | mrt  | april | mei  | juni | juli | aug  | sept | okt  | nov  | dec  | Jaar |
| ---------------------------- | ---- | ---- | ---- | ----- | ---- | ---- | ---- | ---- | ---- | ---- | ---- | ---- | ---- |
| Gemiddelde temperatuur (°C)  | 10,7 | 12,0 | 14,0 | 15,4  | 18,4 | 22,0 | 25,5 | 25,7 | 23,5 | 19,1 | 14,7 | 11,9 | 17,7 |
| Gem. maximumtemperatuur (°C) | 15,9 | 17,5 | 20,2 | 21,5  | 24,6 | 28,8 | 33,0 | 33,1 | 30,2 | 25,0 | 20,1 | 16,8 | 23,9 |
| Gem. minimumtemperatuur (°C) | 5,4  | 6,6  | 7,7  | 9,4   | 12,1 | 15,3 | 18,0 | 18,4 | 16,8 | 13,3 | 9,2  | 7,1  | 11,6 |
| Neerslag (mm)                | 89   | 60   | 42   | 54    | 37   | 13   | 2    | 6    | 22   | 67   | 86   | 109  | 598  |

## Kenmerken
- Jerez is bekend als de sherrystad ("Vino fino" of "Vino de Jerez"). Als men door de straten wandelt dringt de geur van Sherry door de witgekalkte muren van de bodega's heen. Op de muren staan de namen van de grote landeigenaren, zoals Pedro Domecq die grote delen van Andalusië rond Jerez bezitten en de grond verbouwen of gebruiken om (vecht-)stieren en paarden te fokken.
- In augustus/september van ieder jaar wordt er de Vendimia gehouden, een driedaags druivenoogstfeest met kermis en markten.
- In Jerez is de Paardenrijschool "Fundación Real Escuela Andaluza del Arte Ecuestre" oftewel de "Koninklijke Andalusische School van de Hippische Kunst" gevestigd. Deze school geniet een goede reputatie. In de school worden paarden en berijders getraind en vinden tevens shows plaats. Daarnaast kent Jerez nog de "Yeguada de la Cartuja", die soortgelijke activiteiten uitvoert. Eens per jaar in het voorjaar wordt er de "Feria del Caballo" gehouden, een grote paarden-/veemarkt annex kermis, die drie dagen duurt en waar prijsvee van over de hele wereld te bezichtigen en te koop is.
- Jerez de la Frontera kent een luchthaven, Aeropuerto de Jerez, die vooral in de zomermaanden redelijk draait.
- Daarnaast heeft het een bekend racecircuit, het "Circuito Permanente de Jerez".
- Jerez wordt wel de hoofdstad van de Flamenco genoemd. Hoewel heel Andalusië grote Flamenco-artiesten heeft voortgebracht, bevindt zich hier de officiële academie van de Flamenco, het "Centro de Baile Jerez".

## Partnersteden
- Waregem (België)

## Geboren
- Álvar Núñez Cabeza de Vaca (1490-1559), ontdekkingsreiziger
- Miguel Primo de Rivera y Orbanejo (1870-1930), militair en politicus
- Germán Álvarez Beigbeder (1882-1968), componist, muziekpedagoog en dirigent
- Francisco Miguel Narváez Machón, "Kiko" (1972), voetballer
- Daniel González Güiza (1980), voetballer
- José Alberto Cañas (1987), voetballer
- Antonio Cordero (2006), voetballer